# Randakari
Randakari is een bestuurslaag in het regentschap Cilegon van de provincie Banten, Indonesië. Randakari telt 6955 inwoners (volkstelling 2010).